# Polastron (Górna Garonna)
Polastron – miejscowość i gmina we Francji, w regionie Oksytania, w departamencie Górna Garonna.
Według danych na rok 1990 gminę zamieszkiwało 61 osób, a gęstość zaludnienia wynosiła 13 osób/km² (wśród 3020 gmin regionu Midi-Pireneje Polastron plasuje się na 1002. miejscu pod względem liczby ludności, natomiast pod względem powierzchni na miejscu 1513.).